# Procloeon quaesitum
Procloeon quaesitum is een haft uit de familie Baetidae. De wetenschappelijke naam van de soort is voor het eerst geldig gepubliceerd in 1931 door McDunnough.
De soort komt voor in het Nearctisch gebied.